# 1903 na música

## Nascimentos
| Data           | Nome              | Profissão              | Nacionalidade  | Observações | Ref |
| -------------- | ----------------- | ---------------------- | -------------- | ----------- | --- |
| 10 de março    | Bix Beiderbecke   | cornetista e pianista  | Estados Unidos | m. 1931     |     |
| 14 de março    | Benedito Lacerda  | compositor e flautista | Brasil         | m. 1958     |     |
| 3 de maio      | Bing Crosby       | cantor e actor         | Estados Unidos | m. 1977     |     |
| 6 de junho     | Aram Khachaturian | compositor             | Armênia        | m. 1978     |     |
| 7 de novembro  | Ary Barroso       | compositor             | Brasil         | m. 1964     |     |
| 28 de dezembro | Earl Hines        | músico                 | Estados Unidos | m. 1983     |     |

## Mortes
| Data            | Nome      | Profissão  | Nacionalidade | Observações | Ref |
| --------------- | --------- | ---------- | ------------- | ----------- | --- |
| 22 de fevereiro | Hugo Wolf | compositor | Áustria       | n. 1860     |     |